# Salari
El salari o sou és el pagament que rep un treballador o assalariat per la seva feina. És a dir, és la totalitat de les percepcions econòmiques dels treballadors, en diners o en espècies, per la prestació professional dels serveis laborals per compte aliè, ja sigui com a retribució pel treball efectiu o pels períodes de descans computables com a treball. Es pot rebre mensualment (el més habitual), per setmanes (típic de feines puntuals o de baixa qualificació, anomenat setmanada), quinzenalment o per una tasca determinada. S'anomena jornal quan es rep per dia, o jorn, treballat i setmanada quan els pagaments es fan per setmanes de treball. El salari pot ser en espècies (béns o contraprestacions no dineràries) o en diners, la forma més corrent avui dia. Pagar només la manutenció no es considera un salari, com tampoc l'esclavatge es pot dir assalariat. El salari pot ser per temps treballat, o per peces fabricades, o altres mesures del treball realitzat (en aquest cas s'anomena prima), també es pot donar una combinació d'ambdues formes.

## Salari base, salari nominal, salari real i salari social
Es denomina salari base a la part fixa de la remuneració dels treballadors, sobre aquesta base se solen calcular les remuneracions addicionals (altrament anomenades retribucions complementàries), com poden ser: altres complements salarials, antiguitat (aquí inclosos els triennis), perillositat, productivitat, comissions, etcètera.
El salari nominal o monetari és el salari expressat segons el valor dels diners en un moment donat, sense fer cap referència al nivell de preus.
El salari real és el salari tenint en compte la capacitat adquisitiva del salari nominal en relació amb salaris anteriors, normalment referits a altres anys. Així es diu que el salari real baixa, puja o es manté igual.
El salari social és el que rep de l'administració quan s'està sense feina i es té un mínim nivell econòmic o uns ingressos molt baixos o nuls. Es tracta d'una prestació econòmica periòdica que garanteix, a les persones que no tenen prou recursos econòmics, cobrir les seves necessitats bàsiques.
És convenient no confondre el salari social amb la renda bàsica universal que rebrien tots els ciutadans.

## Història

### Origen i etimologia
Es creu que el nom salari ve de la sal, ja que s'ha difós la creença que en l'antiguitat es pagava en aquest mineral i que era molt valuós, però en realitat no s'han trobat fonts que puguin demostrar tal afirmació històrica. Aquestes suposicions podrien basar-se en algunes cites de textos antics com la de l'escriptor del segle I aC. Plini el Vell a Història 31.89 que digué "els honors, fins i tot en assumptes militars i militars, es col·loquen entre el salari de l'esmentat..." o l'historiador Livi quan informà que els censors romans van imposar un nou impost el 204 aC i que afirmaria "També van imposar un nou impost sobre els salaris del blat de moro. La sal també es va imposar tant a Roma com a tota Itàlia; A Roma van contractar pel mateix preu, per oferir-los a un preu més alt a les ciutats i en altres llocs a un preu diferent. Els censors van creure prou que aquest tribut era un segon invent, que el cognom va ser donat a Livi". També se cita a Cató el Vell que parla de salinators aerarii, tresorers dels impostos sobre la sal, com a lloc especialitzat a la dècada de 190 aC. Però malgrat les cites històriques que parlin d'impostos i de sal, cap d'aquestes cites especifica que aquesta sal fos usada per pagar salaris.
No se sap quan van començar a pagar-se salaris, però havia de ser una societat prou desenvolupada per a poder preveure els excedents i tenir mà d'obra, per tant no podia ser a la prehistòria.
Amb la industrialització, els salaris es van generalitzar. Segons el marxisme quan el capitalista paga un sou per un treball obté un benefici, per la diferència entre el preu de mercat de les mercaderies, i el preu de cost, la qual cosa assegura la pervivència del capitalisme i la generació del que Karl Marx denominava plusvàlua.

### Antiga Roma
A l'antiga Roma l'estipendi (stipendium) era una pensió o paga (de stipem i pendo  perquè abans de l'existència de les monedes de plata els pagaments es feien en coure, en pes i no en valor. Segons Tit Livi la pràctica de donar pagues als soldats fou introduïda després del 405 aC en ocasió de la conquesta de Tarracina, però ja abans els tribuns havien proposat (421 aC) que els ocupants de terres públiques paguessin una vectigàlia regular que s'hauria d'aplicar al pagament de les tropes, i probablement fou acordat per obtenir de la plebs el vot favorable a la guerra contra Veïs.
En tot cas abans del 405 aC els pagaments foren irregulars i segurament limitat a les persones amb càrregues. El 403 aC es va assignar una certa paga als soldats que combatien contra Veïs i fins i tot als cavallers, i així la paga va esdevenir general.
Segons Polibi la paga diària d'un soldat era de dos òbols; els cavallers rebien el doble i més tard el triple (triplex stipendium merebant) mesura establerta pel tribú Gneu Corneli Cos II (400 aC); segons Polibi els centurions rebien també el doble que els soldats (és a dir quatre òbols), els cavallers una dracma o denari; a més els soldats rebien una provisió de gra (demensum) d'un medimnus àtic, els cavallers 7 medimnus; la infanteria dels aliats una quantitat indeterminada i els cavallers aliats 1 medimnus, però aquestos ho rebien gratuïtament mentre els romans ho veien descomptat de la seva paga.
Tiberi Semproni Grac va establir un pagament als soldats per roba (però aquesta norma no es va aplicar o va caure en desús); Juli Cèsar va doblar les quantitats de l'estipendi abans de la guerra civil, i els va donar als soldats gra sense restriccions. Sota August la paga va pujar a deu asos al dia, 300 al més i 1200 en quatre mesos (tres aureus); aquesta suma fou considerada una unitat anomenada estipendi, que era pagada tres vegades a l'any. Domicià i va afegir 25 denaris (1 aureu) i la quantitat resultant va continuar amb el nom d'estipendi. Les cohorts pretorianes rebien el doble estipendi que els legionaris. La paga dels tribuns no es coneix, però era més gran (potser 48 aureus per any).

## El salari a Espanya
A Espanya hi ha un salari mínim interprofessional. El document on es reflecteixen i desglossen les diferents partides, descomptes, et coetera, que componen el salari, s'anomena nòmina (o full o rebut de salaris). A Espanya, el salari normalment està compost per un salari base i les retribucions complementàries, del total d'aquests conceptes es descompta la cotització a la Seguretat Social, a càrrec del treballador, i l'Impost sobre la Renda de les Persones Físiques. Quan el venciment del salari és mensual se sol parlar de paga, i si és de venciment superior al mes hom diu paga extraordinària.